# Sangamner
Sangamner é uma cidade  no distrito de Ahmadnagar, no estado indiano de Maharashtra.

## Geografia
Sangamner está localizada a 19° 34′ N, 74° 13′ L. Tem uma altitude média de 549 metros (1801 pés).

## Demografia
Segundo o censo de 2001, Sangamner tinha uma população de 61,958 habitantes. Os indivíduos do sexo masculino constituem 51% da população e os do sexo feminino 49%. Sangamner tem uma taxa de literacia de 76%, superior à média nacional de 59.5%: a literacia no sexo masculino é de 80% e no sexo feminino é de 71%. Em Sangamner, 13% da população está abaixo dos 6 anos de idade.